# Georges Le Roy
Georges Le Roy (n. Paris la 28 februarie 1885 – d. Marly-le-Roi, la 3 august 1965) a fost un actor și regizor francez, fost societar al Comediei Franceze, și profesor la Conservatorul din Paris.

## Biografie
Intrat la Comedia Franceză în 1908, unde i-a interpretat pe Polyeucte și pe Alceste, numit societar al Comediei Franceze, din 1919 până în 1941, a dat spectacolul de adio la 17 februarie 1950.
La inițiativa sa, la data de 17 februarie 1922, în Biserica Saint-Roch de la Paris, a fost celebrat un serviciu religios solemn, pentru odihna sufletului lui Molière. Tot lui Georges Le Roy i se datorează crearea Uniunii Catolice a Teatrului și Muzicii.
În 1925, Georges Le Roy a conceput un proiect de construcție în Franța a unui vast teatru, potrivit ideilor și cu sprijinul lui Gaston Baty, Henri Ghéon și Jacques Copeau.
Georges Le Roy, profesor la Conservatorul din Paris, a avut un rol principal în dezvoltarea unor actori scenei și filmului francez: Edwige Feuillère, Gisèle Casadesus, Jean Meyer, Jean Desailly, Micheline Boudet, Denise Gence, Gérard Philipe, André Falcon, Bruno Cremer, Jean-Paul Belmondo, Jean-Pierre Marielle.
A fost căsătorit cu Jeanne Delvair (1877-1949), care și ea a fost societară a Comediei Franceze.

## Filmografie
- 1910 : L'Image d'Albert Capellani
- 1911 : La mauvaise intention
- 1914 : La joie fait peur de Jacques Roullet
- 1922 : Molière, sa vie, son œuvre de Jacques de Féraudy
- 1948 : D'homme à hommes de Christian-Jaque
- 1949 : Miquette et sa mère de Henri-Georges Clouzot

## Teatru

### Actor
- 1909 : La Furie de Jules Bois, Comédie-Française
- 1909 : La Robe rouge d'Eugène Brieux, Comédie-Française
- 1910 : Les Marionnettes de Pierre Wolff, Comédie-Française
- 1911 : Cher maître de Fernand Vanderem, Comédie-Française
- 1912 : Bagatelle de Paul Hervieu
- 1913 : L'Embuscade de Henry Kistemaeckers, Comédie-Française
- 1913 : La Marche nuptiale de Henry Bataille, Comédie-Française
- 1920 : Le Repas du lion de François de Curel, Comédie-Française
- 1920 : Barberine d'Alfred de Musset, mise en scène Émile Fabre, Comédie-Française
- 1920 : Paraître de Maurice Donnay, Comédie-Française
- 1921 : Les Fâcheux de Molière, Comédie-Française
- 1929 : Le Marchand de Paris d'Edmond Fleg, Comédie-Française
- 1933 : La Tragédie de Coriolan de William Shakespeare, mise en scène Émile Fabre, Comédie-Française
- 1934 : L'Otage de Paul Claudel, mise en scène Émile Fabre, Comédie-Française
- 1935 : Madame Quinze de Jean Sarment, mise en scène de l'auteur, Comédie-Française
- 1937 : Les affaires sont les affaires d'Octave Mirbeau, mise en scène Fernand Ledoux, Comédie-Française
- 1938 : Esther de Racine, mise en scène Georges Le Roy, Comédie-Française
- 1938 : L'Otage de Paul Claudel, mise en scène Émile Fabre, Comédie-Française
- 1946 : Hamlet de William Shakespeare, mise en scène Jean-Louis Barrault, Théâtre Marigny

### Regizor
- 1938 : Esther de Racine, Comédie-Française
- 1939 : Athalie de Racine, Comédie-Française
- 1946 : La Princesse d'Élide de Molière, Comédie-Française